# Маскутен
Маскутен (на английски: Mascouten) е северноамериканско индианско племе, типичен представител на културата на Североизтока или по – точно на района на Големите езера, говорещо Алгонкински език, близък с езиците на кикапу, фокс и сауките, класифициран към централния клон на Алгонкинското езиково семейство. Преди срещата им с европейците може би около 6000 маскутен живеят в югозападната част на Долен Мичиган. Племето не играе важна роля в историята и затова почти винаги се споменава като част от някое друго племе. Последно маскутен се споменава през 1825 г. като част от кикапу. След това вече нищо не се чува за него.

## История
През 1641 г. йезуитските мисионери научават от хуроните, че обединените отава и неутрал са победили племето „асистаеронон (асистагаронон) – народът на огъня“. Кое е това племе обаче не може да се каже със сигурност, тъй като хуроните наричат всички алгонкински народи в Мичиган с това име. Описанието им на района обаче, където се е водила тази война съвпада с тогавашното местоположение на маскутен. Йезуитите продължават да споменават „огнения народ“ в писанията си до унищожаването на хуроните през 1649 г. През следващите две години същата съдба сполетява тиононтатите и неутрал. Справяйки се с враговете си на североизток, ирокезите погват племената в Долен Мичиган и ги принуждават да изоставят родината си и да бягат на запад. До 1655 г. маскутен напускат Мичиган и се местят до южния край на езерото Мичиган, заедно с други бежанци. След това племето прави опит да се установи в югоизточен Уисконсин, но живеещите там уинебаго не ги посрещат добре и маскутен продължават на запад до река Мисисипи, където намират убежище сред уеа и кикапу. След поражението на уинебаго, някои маскутен последват уеа и се установяват в едно смесено село близо до Грийн Бей. Новото място обаче е твърде изложено на ирокезки атаки и през 1660 г. двете племена се местят до река Фокс Ривър, южно от езерото Уинебаго.

### Първа среща с европейците
През 1665 г. Николас Перо и отец Жан Клод Алоа пристигат в Грийн Бей, след като преодоляват ирокезката блокада по пътя. Това, което двамата французи заварват е пълен хаос. Твърде далеч на север за развитието на надеждно селско стопанство, големият брой бежанци събрани в Уисконсин са принудени да се изхранват с лов и наличните ресурси бързо са изчерпани. Гладуващите популации не само се бият помежду си за територии, но и са подложени на непрекъснати атаки от дакота от запад и от ирокезите от изток. Същата година ирокезка атака над смесеното село на уеа и маскутен до Фокс Портидж принуждава някои маскутен да се върнат при основната част на племето на Мисисипи. Френските атаки в родината на ирокезите принуждават Лигата да поиска мир през 1667 г. Този мир донася известно облекчение за племената събрани в Уисконсин. Групата маскутен – уеа отново се връща на Фокс Портидж, където през 1668 г. ги среща Николас Перо. Смесеното население в селото, което е типично за популациите от бежанци по това време не дава ясна представа на Перо за племенната идентичност, което впоследствие води до объркване относно маскутен. На следващата година отец Алоа също посещава селото и дава първата ясна идентификация за маскутен като отделно племе. Смесените села в този момент имат главно отбранителни цели, а мирът води до възраждане на старите племенни идентичности. В този процес обаче някои от по-малките племена като кичигами, асегун, мундуа и нокует изчезват. По времето, когато отец Жак Маркет посещава селото на Фокс Портидж през 1673 г., уеа са се отделили и живеят в собствено село близо до Чикаго. Маскутен са на река Милуоки в свое село. Въпреки разделянето двете групи продължават да поддържат тесни връзки помежду си и да търгуват с французите в Грийн Бей.

### Нова война с ирокезите
През 1680 г. Рене Робер дьо Ла Сал построява нов търговски пост на река Илинойс и хиляди хора от местните племена се стичат около него. Концентрацията на толкова много врагове не остава незабелязана от ирокезите. Първи пострадват илиной, които почти са унищожени. Заради връзките си с племената маями, които в този момент са ирокезки съюзници, маскутен са пощадени. През 1682 г. обаче съюзът между маями и ирокезите се разпада и селото на маскутен до Чикаго е нападнато почти веднага. На следващата година селото е нападнато отново и маскутен се обръщат за помощ към французите. Въпреки ирокезките атаки населението около новия френски пост Форт Сан Луис (Утика – Илинойс) постоянно се увеличава и през 1684 г. ирокезите се връщат за директна атака срещу форта. Срещайки силна съпротива атаката се проваля и ирокезите са принудени да се оттеглят. Това става повратна точка в Бобровите войни (1629 – 1701). Французите решават да продължат с борбата и започват организирането на голям алианс на алгонкините от Големите езера, който да се бори заедно с тях с ирокезите. През 1687 г. алгонкинско – френският алианс започва настъпление и от 1690 г. ирокезите са принудени да заемат отбранителна позиция в пределите на родината си в Ню Йорк. Подписването на мира през 1701 г. позволява на племената да се придвижат до по – благоприятни земи за земеделие. Крахът обаче на търговията с кожи през 1690-те, която държи алианса заедно води до разпадането му.

### Разпръсване на племето
През 1695 г. маскутен напускат Чикаго и последват уеа на юг до западна Индиана. До 1701 г. маскутен се установяват на река Охайо в южен Илинойс. Тук обаче са засегнати от епидемия от едра шарка и нападения от страна на чикасо. Преместват се на север и се установяват в средната част на долината на река Уобаш, където се съюзяват с уеа и пианкашо. Впоследствие този съюз става известен като племената Уобаш. През 1710 г. племената преживяват епидемия от малария, а междувременно спирането на търговията с кожи в района на Големите езера се оказва катастрофално за французите. Възползвайки се от положението, ирокезите започват да уговарят френските съюзници да търгуват с англичаните в Олбани. За да предотвратят това французите основават новия форт Поншартрен в Детройт и отправят покани до всички местни племена да се заселят близо до него. Вместо да се реши проблема обаче става точно обратното. За кратко време хиляди хора се стичат около форта и районът бързо става пренаселен. В резултат на това между бившите съюзници избухват конфликти. Положението се влошава още повече, когато около 1000 фокс и техни приятели кикапу и маскутен се заселват близо до форта. Районът е тяхна родина преди Бобровите войни и новодошлите предявяват претенциите си. Разтревожени, потауатоми, отава и хурони искат фокс и маскутен да напуснат района и молят французите да помогнат. Французите отказват и племената взимат решението на проблема в свои ръце. През пролетта на 1712 г. войни потауатоми и отава нападат ловна група маскутен в Южен Мичиган. Спасявайки се с бягство, маскутен намират убежище при фокс в Детройт и започват да се готвят за отмъстителна война. Когато комендантът на форт Пончартрен се опитва да спре войната, отмъщението на маскутен и съюзниците им фокс и кикапу се насочва към французите. Така започва Първата война фокс (1712 – 1716). Първоначалната атака на форта се проваля и е последвана от обсада. В разгара на битката войни хурони, потауатоми, отава и мисисауга оджибуей нападат в гръб фокс и съюзниците им. В последвалото клане повече от 1000 фокс, кикапу и маскутен са избити. Някои, които успяват да се спасят бягат на изток при ирокезите, а другите на запад при съплеменниците си в Уисконсин. В следващите три години французите и техните съюзници от Детройт ще платят скъпо за клането. През 1715 г. кикапу и маскутен сключват мир с французите и оставят фокс да се оправят сами. Неуспявайки да ги победят, накрая през 1716 г. французите предлагат мир и фокс приемат. Мирът обаче не включва илиной – френски съюзници, с които фокс воюват отдавна. През 1724 г. фокс, маскутен и кикапу се съюзяват с уинебаго и дакота и атакуват илиной. Изплашени от враждебния алианс, който мислят че е насочен срещу тях, французите се намесват на страната на илиной през 1726 г. и решават да се справят веднъж завинаги с фокс. Тази нова конфронтация води до избухването на Втората война фокс (1728 – 1737). Вместо да поведат открита война, първоначално французите решават да използват дипломация и успяват да изолират фокс от уинебаго и дакота. Така в навечерието на новата война маскутен и кикапу остават единствените съюзници на фокс. Точно преди войната обаче, на съвет избухва свада между фокс и съюзниците им. Разярени от това фокс нападат делегацията на маскутен и кикапу и убиват всички. След инцидента на французите бързо се отдава да спечелят двете племена на своя страна. Така фокс остават сами. През 1730 г. войните маскутен и кикапу участват в битка в северен Илинойс, в която фокс едва не са унищожени. От пълното унищожение ги спасява намесата на сауките. През 1746 г. маскутен се присъединяват към смесена войска потауатоми, меномини и оджибуей в опит да изгонят пеория от Южен Уисконсин. Въпреки усилията на французите до 1754 г. племената успяват да изтласкат пеория и да си поделят земите им. До този момент маскутен в Уисконсин са не повече от 300 души и са близо да бъдат погълнати от кикапу.
Междувременно маскутен на Уобаш остават лоялни френски съюзници и по време на Френската и индианска война (1755 -1763) участват в акции срещу пробританските чикасо на юг от река Охайо. През 1763 г. племената Уобаш се присъединяват към бунта на Понтиак. На следващата година те посещават французите във Форт дьо Шартр, за да искат помощ да продължат да воюват срещу англичаните. Французите отказват да се намесят и уеа, пианкашо и маями изпращат делегация на изток да преговаря за мир с англичаните. Маскутен и кикапу остават назад в готовност за война. В крайна сметка двете племена също сключват мир с британците през 1766 г.
В Уисконсин маскутен се споменава за последно през 1768 г. Изглежда малко по-късно са погълнати от прерийните групи кикапу или потауатоми, живеещи в този момент в северен Илинойс. Маскутен на Уобаш се споменават често през следващите 30 години, но в крайна сметка и те са погълнати от съседните племена. През 1774 г. уобашките маскутен отказват да подкрепят шоуните и минго във войната им за Охайо и избират да са неутрални и през първите години на Войната за независимост. През 1778 г. обаче взимат страната на британците и остават техни съюзници до края на войната. След Революцията маскутен е част от западния индиански алианс, който се бори да спре американците на юг от Охайо. През 1792 г. двама техни вождове подписват договора в Пътнъм и маскутен напускат алианса. През 1813 г. и 1825 г. вече маскутен се споменават като част от кикапу. След това нищо повече не се чува за тях.